# Gregory Haughton
Gregory Haughton (* 10. November 1973 im Saint Mary Parish) ist ein ehemaliger jamaikanischer Leichtathlet, der bei vier aufeinanderfolgenden Weltmeisterschaften eine Medaille mit der 4-mal-400-Meter-Staffel gewinnen konnte.

## Karriere
Bei den Juniorenweltmeisterschaften 1992 gewann Haughton mit der jamaikanischen Staffel Silber. Im darauffolgenden Jahr nahm er erstmals an großen Meisterschaften der Erwachsenenklasse teil. Bei den Leichtathletik-Weltmeisterschaften 1993 in Stuttgart wurde er in 45,63 Sekunden Sechster im 400-Meter-Lauf. Zwei Jahre später bei den Weltmeisterschaften 1995 in Göteborg lief Haughton das schnellste Rennen seiner Karriere; in 44,56 Sekunden gewann er Bronze hinter den US-Amerikanern Michael Johnson und Butch Reynolds. Die Staffel belegte den zweiten Platz hinter der US-Staffel.
Bei den Olympischen Spielen 1996 in Atlanta trat Haughton nur in der Staffel an und gewann Bronze hinter den Staffeln aus den USA und aus dem Vereinigten Königreich. Auch 1997 trat Haughton bei den großen Meisterschaften nur in der Staffel an, bei den Hallenweltmeisterschaften gewann er Silber hinter der Staffel aus den USA, bei den Weltmeisterschaften 1997 Bronze hinter den USA und dem Vereinigten Königreich. In Kuala Lumpur bei den Commonwealth Games 1998 war Haughton im Einzelfinale bester Jamaikaner, in 45,49 Sekunden lief er auf den sechsten Platz. Die jamaikanische Staffel gewann vor England und Wales, da sich die besten Läufer des Vereinigten Königreichs auf die beiden Staffeln aufteilten.
1999 gewann Haughton bei den Panamerikanischen Spielen in Winnipeg Gold in 44,59 Sekunden vor Danny McCray aus den USA und dem Mexikaner Alejandro Cárdenas. Auch die jamaikanische Staffel war erfolgreich. Einen Monat später bei den Weltmeisterschaften 1999 in Sevilla belegte Haughton im Finale Platz 7 in 45,07 Sekunden, er hatte 76 Hundertstelsekunden Rückstand auf Cárdenas, der auch in Sevilla Bronze gewann. Die jamaikanische Staffel gewann die Bronzemedaille hinter den USA und Polen.
Bei den Olympischen Spielen 2000 in Sydney gewann Haughton in 44,70 Sekunden Bronze hinter Michael Johnson und Alvin Harrison. Mit der Staffel gewann er ebenfalls Bronze. Ebenfalls zwei Bronzemedaillen gewann Haughton bei den Weltmeisterschaften 2001 in Edmonton. In der Einzelentscheidung lag er in 44,98 Sekunden hinter Avard Moncur von den Bahamas und dem Deutschen Ingo Schultz, aber eine Hundertstelsekunde vor dem besten US-Amerikaner Antonio Pettigrew. In der Staffel-Entscheidung gewannen die US-Amerikaner vor der Staffel der Bahamas und Jamaika. 2004 stand Haughton dann noch einmal auf dem Siegerpodest, als er mit der Staffel bei den Hallenweltmeisterschaften in Budapest gewann.
Gregory Haughton studierte in den USA an der George Mason University. Er hatte bei einer Körpergröße von 1,85 m ein Wettkampfgewicht von 79 kg.

### Erfolge mit der Staffel
- Weltmeisterschaften 1993: Platz 7 mit Patrick O’Connor, Dennis Blake, Danny McFarlane, Haughton
- Weltmeisterschaften 1995: Silber mit Michael McDonald, Davian Clarke, McFarlane, Haughton
- Olympische Spiele 1996: Bronze mit McDonald, Roxbert Martin, Haughton, Clarke
- Hallenweltmeisterschaften 1997: Silber mit Linval Laird, McDonald, Dinsdale Morgan, Haughton
- Weltmeisterschaften 1997: Bronze mit McDonald, Haughton, McFarlane, Clarke
- Commonwealth Games 1998: Gold mit McDonald, Martin, Haughton, Clarke
- Panamerikanische Spiele 1999: Gold mit McDonald, Haughton, McFarlane, Clarke
- Weltmeisterschaften 1999: Silber mit McDonald, Haughton, McFarlane, Clarke
- Olympische Spiele 2000: Bronze mit Michael Blackwood, Haughton, Christopher Williams, McFarlane
- Weltmeisterschaften 2001: Bronze mit Brandon Simpson, Williams, Haughton, McFarlane
- Hallenweltmeisterschaften 2004: Gold mit Haughton, Leroy Colquhoun, McDonald, Clarke

### Bestzeiten
- 200 m: 20,64 s, 19. Mai 1996, Fairfax
- 400 m: 44,56 s, 9. August 1995, Göteborg
  - Halle: 45,66 s, 11. Februar 1995, Boston